# D’or Fischer
D’or Fischer (ur. 12 października 1981 w Filadelfii) – amerykański koszykarz występujący na pozycjach sinego skrzydłowego lub środkowego, posiadający także izraelskie obywatelstwo, reprezentant tego kraju.
Fischer grał  na uniwersytecie Northwestern State i West Virginia.
Fischer rozpoczął profesjonalną karierę w 2005 w Polskiej Lidze Koszykówki i  Pucharze ULEB w barwach Anwilu Włocławek. Następnie trafił do NBA D-League, a dokładniej do Roanoke Dazzle w 2006. Potem trafił do Basketball-Bundesligi  i został zawodnikiem EWE Baskets Oldenburg.
W sezonie 2007/2008 był zawodnikiem Euphony Bree. Kolejno trafił do Maccabi Tel Awiw. W lipcu 2010 podpisał kontrakt z Realem Madryt.
8 sierpnia 2017 został zawodnikiem japońskiego Shiga L-Stars.
10 lutego 2019 dołączył do izraelskiego Bene Herclijja. 27 września zawarł umowę z malezyjskim Westports Malaysia Dragons. 11 grudnia został zawodnikiem Elicur Eito Aszkelon.

## Osiągnięcia
Stan na 14 kwietnia 2020, na podstawie, o ile nie zaznaczono inaczej.
NCAA
- Uczestnik:
  - rozgrywek Elite Eight turnieju NCAA (2005)
  - turnieju NCAA (2001, 2005)
- Mistrz turnieju konferencji	Southland (2001)

Drużynowe
- Mistrz Izraela (2009)
- Wicemistrz:
  - Belgii (2008)
  - Izraela (2010, 2016)
- Brąz:
  - pucharu Niemiec (2014)
  - Superpucharu Hiszpanii (2010)
- Zdobywca pucharu:
  - Izraela (2010)
  - ligi izraelskiej (2010)
- Finalista pucharu:
  - ligi izraelskiej (2009)
  - Hiszpanii (2011)
- 4. miejsce w:
  - Eurolidze (2011)
  - Superpucharze Hiszpanii (2011)

Indywidualne
- MVP:
  - ligi belgijskiej (2008)
  - kolejki:
    - Euroligi (1 – TOP16 – 2008/09, 3 – TOP16 – 2011/12, 8 – 2014/15)
    - ACB (17, 19 – 2011/12)
    - VTB (17 – 2012/13

  - spotkania nr 3 play-off Euroligi (2010/11)
- Zaliczony do I składu niemieckiej ligi BBL (2014)
- Uczestnik meczu gwiazd ligi niemieckiej (2007)
- Lider w:
  - blokach:
    - Euroligi (2010)
    - Eurocupu (2016)
    - ligi:
      - hiszpańskiej ACB (2011, 2012)
      - niemieckiej (2007, 2014)
      - belgijskiej (2008)

Reprezentacja
- Uczestnik mistrzostw Europy (2015 – 10. miejsce)